# Lana Lang
Lana Lang, egy kitalált szereplő a DC Comics képregényeiben. Első megjelenése a Superboy 10., 1950 szeptemberi–októberi számában volt. A kitalált szereplőt Bill Finger író és John Sikela rajzoló alkotta meg. Lana Lang a Superman-képregények egyik klasszikus mellékszereplője.